# Scottish Premier Division 1989/90
Die Scottish Football League Premier Division wurde 1989/90 zum 15. Mal ausgetragen. Es war zudem die 93. Austragung einer höchsten Fußball-Spielklasse innerhalb der Scottish Football League, in der der Schottische Meister ermittelt wurde. In der Saison 1989/90 traten 10 Vereine in insgesamt 36 Spieltagen gegeneinander an. Jedes Team spielte jeweils zweimal zu Hause und auswärts gegen jedes andere Team. Es galt die 2-Punkte-Regel. Bei Punktgleichheit zählte die Tordifferenz.
Die Glasgow Rangers gewannen zum insgesamt 40. Mal in der Vereinsgeschichte die schottische Meisterschaft. Die Gers qualifizierten sich als Meister für die folgende Europapokal der Landesmeister Saison-1990/91. Als Pokalsieger, qualifizierte sich FC Aberdeen für den Europapokal der Pokalsieger. Der dritt- und viertplatzierte Heart of Midlothian und Dundee United qualifizierten sich für den UEFA-Pokal.
FC Dundee stieg am Saisonende in die First Division ab. Mit 17 Treffern wurde John Robertson von Heart of Midlothian Torschützenkönig.

## Vereine
| Verein               | Stadt       | Stadion           |
| -------------------- | ----------- | ----------------- |
| Celtic Glasgow       | Glasgow     | Celtic Park       |
| Dundee United        | Dundee      | Tannadice Park    |
| Dunfermline Athletic | Dunfermline | East End Park     |
| FC Aberdeen          | Aberdeen    | Pittodrie Stadium |
| FC Dundee            | Dundee      | Dens Park         |
| FC Motherwell        | Motherwell  | Fir Park          |
| FC St. Mirren        | Paisley     | Love Street       |
| Glasgow Rangers      | Glasgow     | Ibrox Park        |
| Heart of Midlothian  | Edinburgh   | Tynecastle Park   |
| Hibernian Edinburgh  | Edinburgh   | Easter Road       |

## Statistik

### Abschlusstabelle
| Pl. | Verein                   | Sp. | S  | U  | N  | Tore    | Diff. | Punkte |
| --- | ------------------------ | --- | -- | -- | -- | ------- | ----- | ------ |
| 1.  | Glasgow Rangers (M, L)   | 36  | 20 | 11 | 5  | 048:190 | +29   | 51:21  |
| 2.  | FC Aberdeen              | 36  | 17 | 10 | 9  | 056:330 | +23   | 44:28  |
| 3.  | Heart of Midlothian      | 36  | 16 | 12 | 8  | 054:350 | +19   | 44:28  |
| 4.  | Dundee United            | 36  | 11 | 13 | 12 | 036:390 | −3    | 35:37  |
| 5.  | Celtic Glasgow (P)       | 36  | 10 | 14 | 12 | 037:370 | ±0    | 34:38  |
| 6.  | FC Motherwell            | 36  | 11 | 12 | 13 | 043:470 | −4    | 34:38  |
| 7.  | Hibernian Edinburgh      | 36  | 12 | 10 | 14 | 034:410 | −7    | 34:38  |
| 8.  | Dunfermline Athletic (N) | 36  | 11 | 8  | 17 | 037:500 | −13   | 30:42  |
| 9.  | FC St. Mirren            | 36  | 10 | 10 | 16 | 028:480 | −20   | 30:42  |
| 10. | FC Dundee                | 36  | 5  | 14 | 17 | 041:650 | −24   | 24:48  |

Platzierungskriterien: 1. Punkte – 2. Tordifferenz – 3. geschossene Tore

| Saison 1989/90 |

| Zum Saisonende 1988/89 |                                   |
| (M)                    | Meister des Vorjahres             |
| (P)                    | Pokalsieger des Vorjahres         |
| (L)                    | Ligapokalsieger des Vorjahres     |
| (N)                    | Aufsteiger aus der First Division |

## Die Meistermannschaft der Glasgow Rangers
(Berücksichtigt wurden alle Spieler die im Kader der Saison 1989/90 standen)
| 1. | Glasgow Rangers |
|    | - Tor: Bonni Ginzburg, Chris Woods - Abwehr: John Brown, Terry Butcher, Neale Cooper, Tom Cowan, Richard Gough, Stuart Munro, Scott Nisbet, Gary Stevens, Chris Vinnicombe - Mittelfeld: Ian Durrant, Ian Ferguson, John McGregor, Neil Murray, Sandy Robertson, Nigel Spackman, Trevor Steven, Mark Walters - Angriff: Davie Dodds, Mo Johnston, Ally McCoist, Gary McSwegan, Johnny Morrow - Trainer: Graeme Souness |